# Argelandersche Stufenschätzungsmethode
Die Argelandersche Stufenschätzungsmethode ist eine Methode zur Helligkeitsbestimmung von Sternen mit dem bloßen Auge. Diese Methode wurde vom deutschen Astronomen Friedrich Wilhelm August Argelander (1799–1875) entwickelt. Grundzüge gehen auf Wilhelm Herschel zurück. Im Gegensatz zur Pickeringschen Bruchmethode erscheint sie in der Handhabung komplizierter.
Die Stufe, mit der hier gerechnet wird, ist zunächst ein verhältnismäßig subjektives Maß. Diese Subjektivität wird in der weiteren Bearbeitung weitgehend eliminiert.

## Methode
Es werden mehrere Sterne (keine Veränderlichen) ausgewählt, deren Helligkeiten nahe dem zu vergleichenden Stern (V) liegen. Ob lichtstärker oder schwächer spielt keine Rolle. Der hellste Stern wird mit a, der zweithellste mit b ... bezeichnet. Anschließend trifft man eine Stufenbeurteilung nach folgenden Kriterien und ordnet die Sterne von links nach rechts in helligkeitsabnehmender Reihenfolge
Stufe 0: 	Beide Sterne erscheinen gleich hell, oder mal wird der eine mal der andere als heller empfunden (V 0 a).
Stufe 1: 	Im ersten Augenblick erscheinen beide Sterne gleich hell. Bei längerem sorgfältigen Vergleichen stellt sich heraus, dass der Stern (hier: a) hin und wieder doch heller erscheint. In der Schreibweise (hier: a 1 V) wird der Hellere von beiden immer vorangestellt.
Stufe 2: 	Bei längerem Vergleichen ist der Stern (hier: a) unzweifelhaft und stets heller als der Vergleichsstern, wenn auch nur im geringen Umfang (a 2 V).
Stufe 3: 	Fällt der Helligkeitsunterschied zu Gunsten des Sterns (hier: a) ziemlich schnell auf, so wird a 3 V geschrieben.
Stufe 4: 	Ist ein noch auffallenderer Unterschied zu Gunsten des Sterns (hier: a) vorhanden, dann schreiben wir a 4 V (wäre der Vergleichsstern deutlich heller als der Stern so schreibt man V 4 a).
Diese Prozedur erfolgt mit allen herausgesuchten Sternen. In einer Vergleichsmatrix wird der Stufenwert ermittelt, mit dessen Hilfe sich die Helligkeit des Vergleichsstern errechnen lässt.

## Beispiel
Eine Schätzung nach den obig beschriebenen Stufen ergibt
a 2 V
b 1 V
V 1 c
V 3 d
Nun wird eine Matrix erstellt
a - b   b - c   c - d

 1     2     2   Stufenwert
Es wird der hellste Stern a = 0 Stufen gesetzt und die Helligkeiten der Sterne einem Katalog entnommen.
 Stern Stufenwert Helligkeit

a     0      4,55

b     1      4,63

c     3      5,00

d     5      5,11

Der Helligkeitsunterschied d – a ist 5,11 – 4,55 = 0,56   Der mittlere Stufenwert beträgt 0,56 : 5 = 0,112
Hieraus ergibt sich

zu Stern a   4,774

zu Stern b   4,742

zu Stern c   4,888

zu Stern d   4,774
mit einem mittleren Helligkeitswert des Vergleichssterns von rund 4,77.
Besonders effektiv ist diese Methode bei der Helligkeitsbestimmung von Veränderlichen und Novae bzw. Supernovae.